# Craugastor gulosus
Craugastor gulosus es una especie de anuro en la familia Craugastoridae.

## Distribución geográfica y hábitat
Es endémica de la cordillera de Talamanca en Costa Rica y Panamá.

## Estado de conservación
Se encuentra amenazada por la pérdida de su hábitat natural.